# Robert Dalrymple Ross

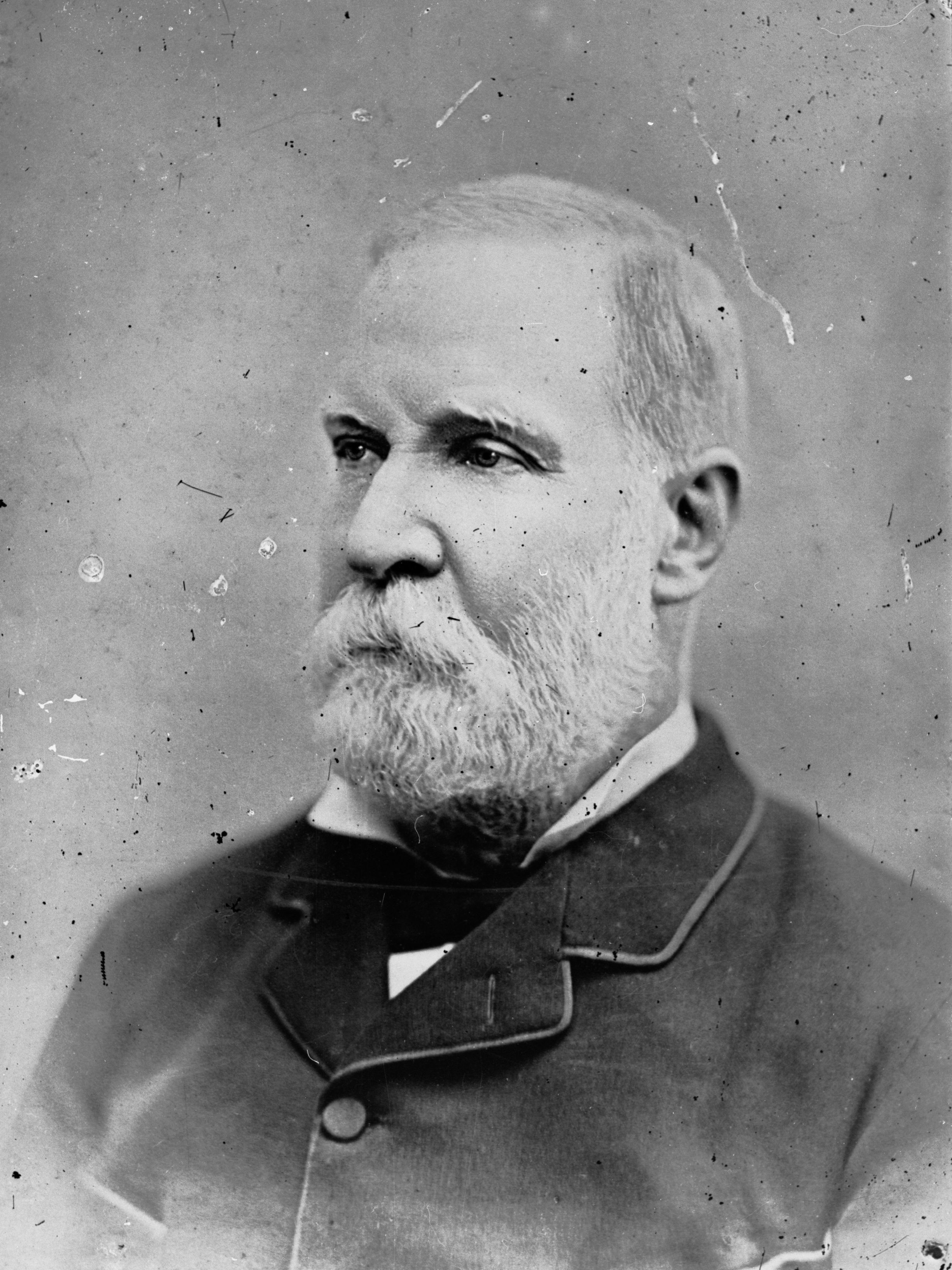
Robert Dalrymple Ross (1875)

Sir Robert Dalrymple Ross (* 1827 (nach anderen Angaben: 1828) in St. Vincent; † 27. Dezember 1887 in North Adelaide, South Australia) war ein britischer Kolonialoffizier und australischer Politiker, der unter anderem zwischen 1875 und 1887 Mitglied sowie zwischen 1881 und seinem Tode 1887 Sprecher des South Australian House of Assembly war.

## Leben

### Kommissariatsoffizier der British Army
Robert Dalrymple Ross, Sohn des Sklavenbesitzers, Solicitor General und Sprechers der Legislativversammlung von St. Vincent, John Pemberton Ross (1786–1846), trat nach seiner Ausbildung in England 1855 als vorübergehender Angestellter in die Kommissariatsabteilung der britischen Armee ein und kam zum Einsatz im Krimkrieg. Am 1. April 1856 wurde er in den Armeedienst übernommen und meldete sich anschließend freiwillig zum Dienst an der Westküste Afrikas und war bis September 1859 leitender Kommissariatsoffizier im Cape Coast Castle in der Kolonie Goldküste. Außerdem war er Mitglied des Gold Coast Legislative Council, des Legislativrates der Kolonie, und übernahm als amtierender Sekretär der Kolonie (Acting colonial secretary) 1858 die Führung bei der Niederschlagung eines Aufstands der Ureinwohner. Nachdem er die notwendig Dienstzeit als kommissarischer stellvertretender Assistierender Generalkommissar (Acting Deputy Assistant-Commissary-General) erfüllt hatte, wurde er am 17. September 1858 zum stellvertretenden Assistierenden Generalkommissar (Deputy Assistant-Commissary-General) befördert. Nach kurzen Dienstzeiten in England und im Kaiserreich China wurde er 1862 als Leiter der Kommissariatsabteilung nach Südaustralien berufen und war kurzzeitig Adjutant von Gouverneur Sir Dominick Daly. Er diente zwischen 1864 und 1865 während der Neuseelandkriege und reiste nach seiner Beförderung zum Assistierenden Generalkommissar (Assistant-Commissary-General) am 1. Februar 1869 nach England. Während der Reise machte er einen Zwischenstopp in Britisch-Indien, um die mögliche Einrichtung eines Remount-Dienstes, also insbesondere die Bereitstellung frischer Pferde für militärische Zwecke, für die indische Kavallerie in Südaustralien zu besprechen. Am 12. August 1870 wurde er rückwirkend zum 1. Februar 1869 zum Kommissar (Commissar) im Range eines Majors ernannt. Er ging 1870 nach Irland, um gegen die Irische Republikanische Bruderschaft der sogenannten „Fenier“ zu kämpfen. Kurz darauf schied er aus dem Kommissariatsdienst der British Army, um nach Australien zurückzukehren.

### Mitglied und Sprecher derSouth Australian House of Assembly

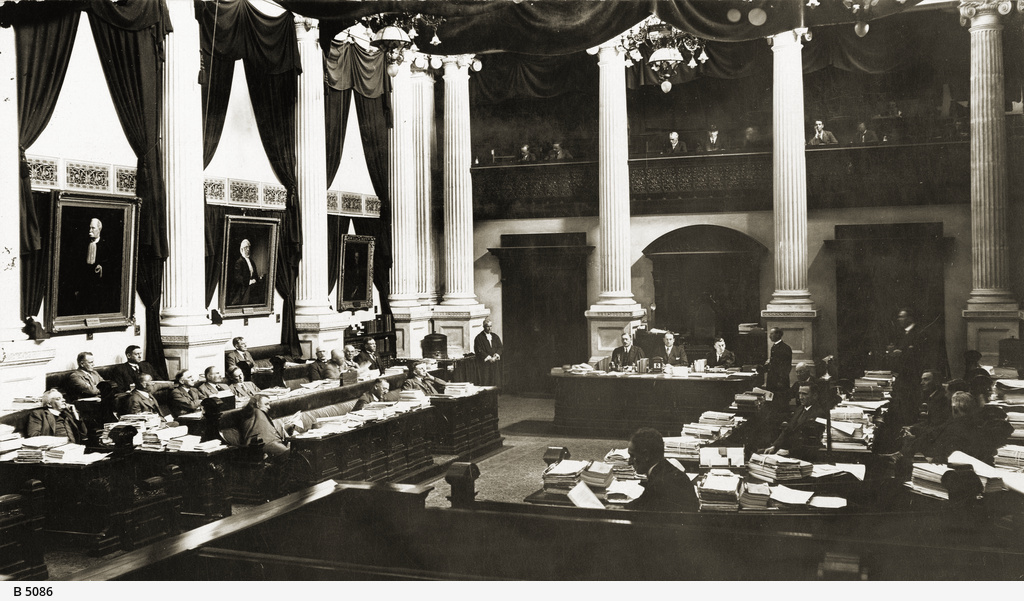
Der Sitzungssaal des South Australian House of Assembly, dessen Mitglied und Sprecher Ross war.

Am 4. Juni 1875 wurde Robert Ross im damaligen Drei-Personen-Wahlkreis Wallaroo als Nachfolger des abgesetzten bisherigen Mandatsträgers Matthew Madge erstmals zum Mitglied des South Australian House of Assembly gewählt, des Unterhauses des Parlaments von South Australia, und vertrat diesen Wahlkreis bis zu Neustrukturierung zu einem Zwei-Personen-Wahlkreis zum 7. April 1884. In der ersten Regierung von Premier John Colton übernahm er am 6. Juni 1876 das Amt als Schatzminister (Treasurer) und bekleidete dieses bis zum 26. Oktober 1877. Des Weiteren engagierte er sich von 1880 bis 1885 als Präsident der Royal Agricultural and Horticultural Society of South Australia.
Am 2. Juni 1881 wurde Ross als Nachfolger von Sir George Strickland Kingston als Speaker zum Sprecher des House of Assembly gewählt. Er bekleidete das Amt des Parlamentspräsidenten bis zu seinem Tode am 27. Dezember 1887, woraufhin der frühere Premier John Cox Bray am 31. Mai 1888 seine Nachfolge antrat. Bei der Wahl am 8. April 1884 wurde er schließlich im Zwei-Personen-Wahlkreis Gumeracha weiterhin zum Mitglied des House of Assembly gewählt und konnte sich dabei gegen den bisherigen Mandatsträger Samuel Tomkinson durchsetzen. Er vertrat den Wahlkreis bis zu seinem Tode am 27. Dezember 1887, woraufhin bei der erforderlichen Nachwahl (By-election) am 12. Mai 1888 Lancelot Stirling dieses Mandat gewann. Für seine Verdienste wurde er am 21. Juni 1886 als Knight Bachelor (Kt) nobilitiert, wodurch er fortan das Prädikat „Sir“ führte.
Am 10. August 1865 heiratete er in Adelaide Mary Anstice Baker († 1867), die Tochter des ehemaligen Premiers John Baker, (1813–1872). Aus dieser Ehe gingen ein Sohn und eine Tochter hervor. Sein Schwager war Richard Chaffey Baker (1842–1911), der unter anderem von 1893 bis 1901 Präsident des South Australian Legislative Council sowie zwischen 1901 und 1906 erster Präsident des Australischen Senats war.

## Hintergrundliteratur
- E. Ward: The Vineyards and Orchards of South Australia, Adelaide 1862
- Parliament of South Australia: Statistical Record of the Legislature 1836–2007 (Memento vom 11. März 2019 im Internet Archive)
- Gordon Desmond Combe: Responsible Government in South Australia, Band 1, Wakefield Press, 2009, ISBN 978-1-86254-843-5 (Onlineversion (Auszug))